# Macromalocera
Macromalocera is een geslacht van kevers uit de familie  
kniptorren (Elateridae).
Het geslacht is voor het eerst wetenschappelijk beschreven in 1834 door Hope.

## Soorten
Het geslacht omvat de volgende soorten:
- Macromalocera affinis Blackburn, 1890
- Macromalocera caenosa Hope, 1834
- Macromalocera caledonica (Fleutiaux, 1891)
- Macromalocera sinuaticollis Blackburn, 1890